# Ken Krolicki
Ken Krolicki (クロリッキー 健, Kurorikkī Ken), né le 15 mars 1996 à Tokyo, est un joueur américano-japonais de soccer. Il joue au poste de milieu de terrain aux Bentleigh Greens (en) en NPL Victoria.

## Biographie

### Enfance et formation
Ken Krolicki est né à Tokyo d'un père américain d'origine polonaise et d'une mère japonaise. Il a ainsi la double nationalité japonaise et américaine. Enfant, il déménage à Kitakyushu dans la préfecture de Fukuoka où il grandit. A l'âge d'intégrer le lycée, il déménage aux États-Unis dans le Michigan puis intègre l'Université d'État du Michigan.
Il a de très bons résultats universitaire et intègre les Spartans de Michigan State pour évoluer en NCAA. Il dispute 81 matchs universitaire et joue pendant l'intersaison dans le championnat amateur de PDL avec le K-W United FC.

### Premier contrat professionnel avec Montréal
Ses performances lui valent d'être invité au MLS Combine de 2018 puis d'être repêché par l'Impact de Montréal en 53e position lors du MLS SuperDraft 2018. Il participe ensuite à la préparation de la saison de MLS des montréalais et convint Rémi Garde de lui offrir un premier contrat professionnel.
Contre toute attente, il occupe une place de titulaire lors de la première partie de sa première saison avec l'Impact durant laquelle il dispute 26 matchs.
Il se fracture le coude lors du dernier match de préparation de la saison 2019, ce qui le maintient éloigné des terrains durant plusieurs mois. Il ne parvient pas à son retour à gagner un temps de jeu conséquent et son option n'est pas exercée à la fin de la saison 2019.

### Passage en USL Championship
Peu de temps après, le 15 janvier 2020, il rejoint les Timbers 2 de Portland en USL Championship. Il joue sa première partie avec les Timbers 2 le 7 mars 2020 face au Rising de Phoenix qui s'impose 6-1 au Casino Arizona Field (en) en Arizona. Néanmoins, la saison est tronquée par la pandémie de Covid-19 et il ne participe qu'à huit rencontres en 2020. Il est libéré en fin d'exercice lorsque son club suspend ses opérations pour la saison 2021.

### Retour au jeu en Australie
À la suite de ce départ contraint des Timbers 2 de Portland, Ken Krolicki se retrouve sans club en 2021. Il retourne au jeu en 2022 quand il s'engage en faveur des Bentleigh Greens (en), en NPL Victoria. Auteur de vingt-trois apparitions en championnat, il se distingue lors des seizièmes de finale de la Coupe d'Australie en inscrivant le but de la qualification, dans les dernières minutes des prolongations, face au Broadmeadow Magic FC (en) (victoire 2-1). Il ne peut cependant pas éviter l'élimination de son équipe au tour suivant face au Sydney FC (défaite 1-2),.

## Statistiques
| Saison                | Club                  | Championnat           | Championnat | Championnat | Coupe(s) nationale(s) | Coupe(s) nationale(s) | Séries | Séries | Total | Total |
| Saison                | Club                  | Division              | M.          | B.          | M.                    | B.                    | M.     | B.     | M.    | B.    |
| 2018                  | Impact de Montréal    | MLS                   | 24          | 0           | 2                     | 0                     | -      | -      | 26    | 0     |
| 2019                  | Impact de Montréal    | MLS                   | 10          | 0           | 4                     | 0                     | -      | -      | 14    | 0     |
| Sous-total            | Sous-total            | Sous-total            | 34          | 0           | 6                     | 0                     | 0      | 0      | 40    | 0     |
| 2020                  | Timbers 2 de Portland | USLC                  | 8           | 0           | -                     | -                     | -      | -      | 8     | 0     |
| 2022                  | Bentleigh Greens      | NPL Victoria          | 23          | 0           | 3                     | 1                     | -      | -      | 26    | 1     |
| Total sur la carrière | Total sur la carrière | Total sur la carrière | 65          | 0           | 9                     | 1                     | 0      | 0      | 74    | 1     |

## Palmarès
Jaguars du Michigan
- Vainqueur du US Youth Soccer U-16 National Championship en 2012

 K-W United FC
- Vainqueur de la Premier Development League en 2015

 Impact de Montréal
- Vainqueur du Championnat canadien en 2019

 Bentleigh Greens (en)
- Vainqueur de la Dockerty Cup (en) en 2022